# Морс (Тексас)
Морс (енгл. Morse) насељено је место без административног статуса у америчкој савезној држави Тексас.

## Демографија
По попису из 2010. године број становника је 147, што је 25 (-14,5%) становника мање него 2000. године.
| Група             | 2000.       | 2010.       |
| Белци             | 134 (77,9%) | 101 (68,7%) |
| Афроамериканци    | 0 (0,0%)    | 1 (0,7%)    |
| Азијати           | 0 (0,0%)    | 0 (0,0%)    |
| Хиспаноамериканци | 38 (22,1%)  | 45 (30,6%)  |
| Укупно            | 172         | 147         |